# Festivalul Internațional de Film Fantastic de la Avoriaz din 1986
Festivalul Internațional de Film Fantastic de la Avoriaz din 1986 (în franceză Festival international du film fantastique d'Avoriaz 1986) a fost a 14-a ediție a Festivalului Internațional de Film Fantastic de la Avoriaz. A avut loc în Alpii francezi (în stațiunea Avoriaz) în ianuarie 1986.
Filmul Dream Lover regizat de Alan J. Pakula a primit Marele premiu (Grand prix) al festivalului.

## Juriu
- Richard Lester (președinte)
- Dario Argento
- Luc Besson
- Claudia Cardinale
- Alain Decaux
- Yaguel Didier
- Pierre Granier-Deferre
- Marie Laforêt
- Thierry Lhermitte
- Michel Sardou
- Raf Vallone

## Selecție

### În competiție
- Contact mortel (Warning Sign) de Hal Barwood ( Statele Unite ale Americii)
- Le Dernier Survivant (The Quiet Earth) de Geoff Murphy ( Noua Zeelandă)
- Le Docteur et les Assassins (The Doctor and the Devils) de Freddie Francis ( Regatul Unit /  Statele Unite ale Americii)
- Dream Lover de Alan J. Pakula ( Statele Unite ale Americii)
- Enemy (Enemy Mine) de Wolfgang Petersen ( Statele Unite ale Americii)
- House de Steve Miner ( Statele Unite ale Americii)
- Link de Richard Franklin ( Regatul Unit)
- Nomads de John McTiernan ( Statele Unite ale Americii)
- Peur bleue (Silver Bullet) de Daniel Attias ( Statele Unite ale Americii)
- Le Record (Der Rekord) de Daniel Helfer (  Elveția /  RDG )
- La Revanche de Freddy (A Nightmare on Elm Street part 2 : Freddy's Revenge) de Jack Sholder ( Statele Unite ale Americii)
- Le Secret de la pyramide (Young Sherlock Holmes) de Barry Levinson ( Statele Unite ale Americii)
- Vampire, vous avez dit vampire ? (Fright Night) de Tom Holland ( Statele Unite ale Americii)

### Secțiunea horror
- Agi- La Colère des dieux (Agi Kijin No Ikari) de Hikari Hayakawa ( Japonia)
- Murder Rock (Murderock - Uccide a Passo di Danza) de Lucio Fulci ( Italia)
- Prière pour un tueur (Pray for Death) de Gordon Hessler ( Statele Unite ale Americii)
- Re-Animator de Stuart Gordon ( Statele Unite ale Americii)

### În afara competiției
- Nemuritorul de Russell Mulcahy ( Regatul Unit)
- Le Jour des morts-vivants (Ziua morților) de George Romero ( Statele Unite ale Americii)
- Starship (Lorca and the Outlaws) de Roger Christian ( Australia /  Regatul Unit)
- Mort sur le grill (Crimewave) de Sam Raimi ( Statele Unite ale Americii)

## Premii
- Marele premiu (Grand prix): Dream Lover de Alan J. Pakula
- Premiul special al juriului (Prix spécial du jury): Link de Richard Franklin
- Prix Dario Argento : Vampire, vous avez dit vampire ? de Tom Holland
- Premiul criticii (Prix de la critique): House de Steve Miner
- Prix de la C.S.T. : Enemy (Enemy Mine) de Wolfgang Petersen
- Antenne d'or : Enemy (Enemy Mine) de Wolfgang Petersen
- Prix section peur : Murder Rock de Lucio Fulci
- Mention spéciale horreur : Re-Animator de Stuart Gordon